# Белеяр
Белея́р (рос. Белеяр) — невисока земляна гора (пагорб) в Красногорській височині, що знаходиться на півночі Удмуртії, Росія.
Знаходиться на північній околиці села Удмуртські Ключі.